# 宋氏三姉妹

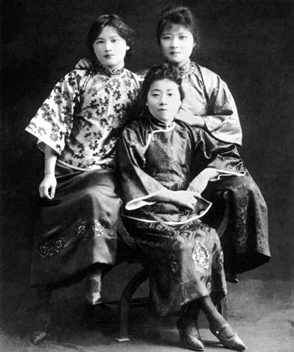
宋氏三姉妹：左が宋慶齢、中央が宋靄齢、右が宋美齢

宋氏三姉妹（簡体字:宋氏三姐妹、繁体字:宋家姐妹、ピン音:Sòngjiā Jiěmèi）は、上海人（海南人の子孫）の中国人女性で、夫達とともに20世初期の中国における最重要な有力政治家である。彼女たちは自身の権力ある地位や夫に強く影響を与えて最終的に中国の歴史の方向を変化させた。
三姉妹の父親はアメリカの教育を受けたメソジストの宋嘉澍牧師であり、銀行業と印刷業で財を成した。母親は倪桂珍（Ní Guìzhēn)で、明朝の数学者でイエズス会の改宗者である徐光啓の末裔。三姉妹は、米国ジョージア州メイコンにあるウェズリアン大学に通った 。ただし、宋美齢はウェズリアン大学を去り、最終的にマサチューセッツ州のウェルズリー大学を卒業している。彼女らの兄弟三人は全員、中華民国政府の高官であり、その一人は宋子文である（ほか二人は宋子良と宋子安）。

## 歴史

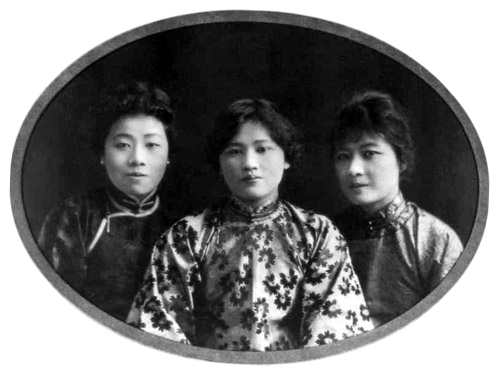
若い頃の宋姉妹

生涯を通じて、姉妹はそれぞれが自らの信念に基づき中国国民党（KMT：国民党）または中国共産党（CCP：共産党）を支援した。1930年代には、宋靄齢と宋美齢の二人は中国で最も裕福な女性で、どちらも国民党を支援した。
1937年、 日中戦争の勃発時、日本陸軍に対して国民党と共産党が協力するため、10年ぶりに三姉妹は集まった。宋靄齢は、負傷兵、難民、孤児を支援するなどの福祉事業に専念した。彼女は、5台の救急車と37台のトラックを上海の陸軍と空軍に、500着の革製制服とともに寄付した。

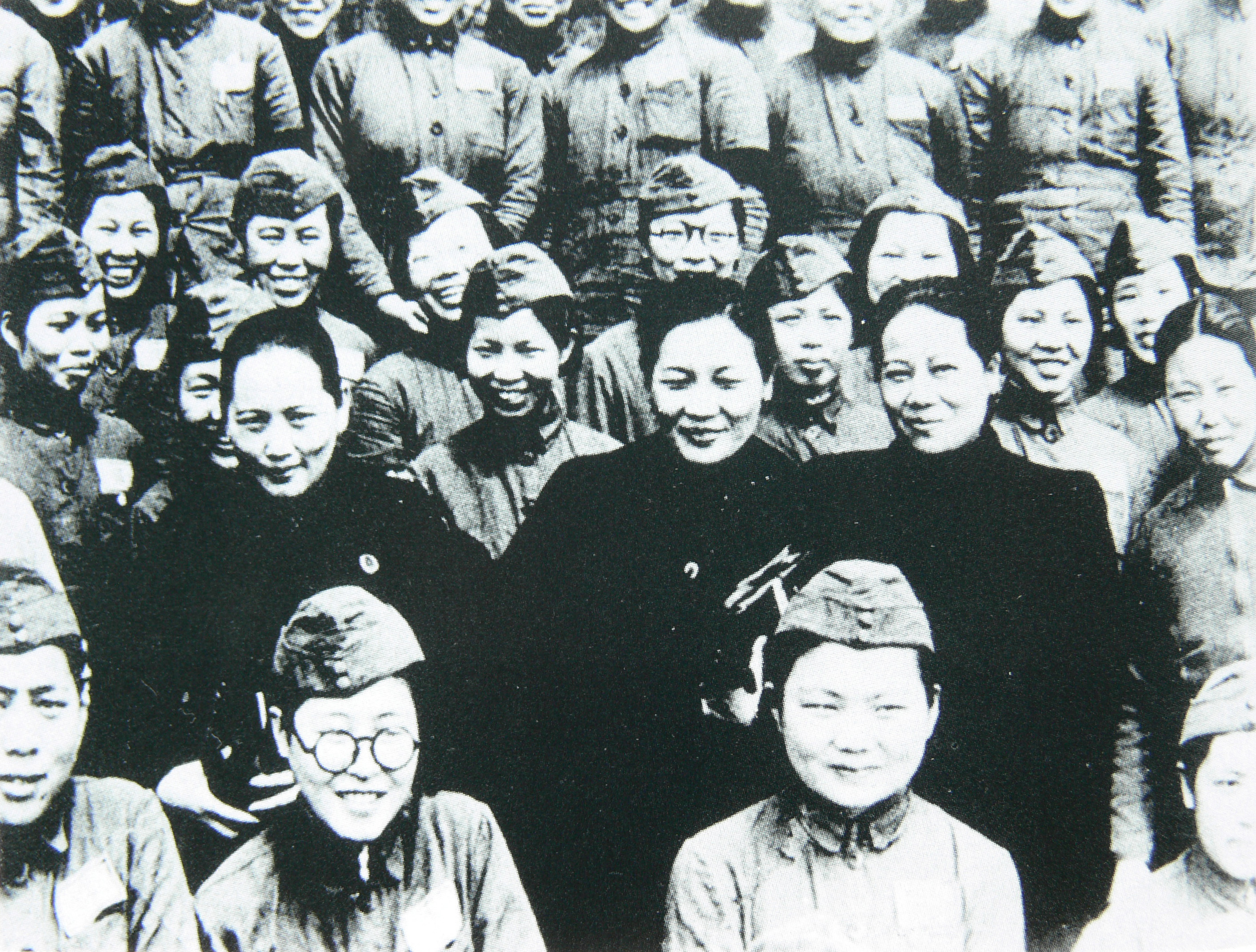
女性国民党兵士を訪問する姉妹

日本人が南京と武漢を占領した時、三姉妹は香港に移った。1940年、彼女らは重慶に戻り、工業合作社を設立し、織物、縫物、他の加工品などの仕事の機会を与えた。姉妹は学校、病院、孤児院、防空シェルターを頻繁に訪問し、その過程で戦争で荒廃した地域を支援した。1940年代の最も重要な時期に両党は団結しなかったが、姉妹は資金供給とあらゆる国家活動の支援において非常に奮闘した。

## 三姉妹
| 英語名 | 中国語の名前                                        | 説明 |
| ------ | --------------------------------------------------- | --- |
| 宋靄齢 | 簡体字：宋蔼龄 繁体字：宋藹齡 ピン音：Sòng Ǎilíng   | 長女（1889–1973）。中国で最も裕福で商業意識に富む財務大臣の孔祥熙と結婚し二男二女を儲けた。 |
| 宋慶齢 | 簡体字：宋庆龄 繁体字：宋慶齡 ピン音：Sòng Qìnglíng | 次女（1893–1981）。1915年10月25日に日本で、 近代中国の国父で中国国民党臨時大総統である孫文と結婚した。彼女は後に家族と離れ、共産主義者を支援しひそかに共産国際の一員となり（西安事変において宋子文から意味ありげに嫌味を言われた）、中華人民共和国の成立後も大陸に残った。彼女は1959年から1972年まで董必武と共に中華人民共和国副主席になり、1981年に彼女の死の直前に中華人民共和国名誉主席になった。 |
| 宋美齢 | 簡体字：宋美龄 繁体字：宋美齡 ピン音：Sòng Měilíng  | 三女（1898–2003 *生誕日は1897年、1901年など諸説あり）。自らが著名な政治指導者である。国民党の指導者、国民革命軍の最高司令官、後に中華民国総統になった蔣介石の妻であり強きパートナーである。アメリカのルーズベルト大統領および夫人の後援を得て中華民国空軍を設立、抗日戦争を勝利へ導く道で大役を背負った。                                                                                            |

彼女らの結婚と背後にある動機は宋靄齢・宋美齢・宋慶齢を順に言った「一人は金と、一人は権力と、一人は国家と結婚した」（一個愛錢、一個愛權、一個愛國）という毛沢東思想の言葉に要約されている。三人とも生涯を通じてチルドレン用品、孤児院、赤十字などの社会公益と深くかかわり、場所を問わず貫いた。

## 関連資料
- 宋家の三姉妹：姉妹の生活を描いて1998年香港電影金像奨を受賞した映画
- The Soong Sisters：エミリー・ハーンによる1941年の本
- The Soong Dynasty：スターリングシーグレイブによる1985年の本、ISBN 978-0-283-99238-4
- Big Sister, Little Sister, Red Sister：ユン・チアンによる2019年の本、ISBN 9781910702796